# Sarah Logan
Sarah Rowe (nascida Bridges; Louisville, 10 de setembro de 1993) é uma lutadora profissional americana que trabalha atualmente para a WWE, onde atua sob o nome de ringue Valhalla e é manager do The War Raiders (Erik e Ivar). De 2017 a 2019, ela foi membro do grupo The Riott Squad, ao lado de Liv Morgan e Ruby Riott, e atuou sob o nome de Sarah Logan. Bridges também é conhecida por sua passagem no circuito independente, onde lutou sob o nome de Crazy Mary Dobson.

## Início de vida
Sarah Bridges nasceu em Louisville, Kentucky, em 10 de setembro de 1993. Ela frequentou a Jeffersonville High School em Jeffersonville, Indiana.

## Carreira na luta livre profissional

### Circuito independente (2011–2016)

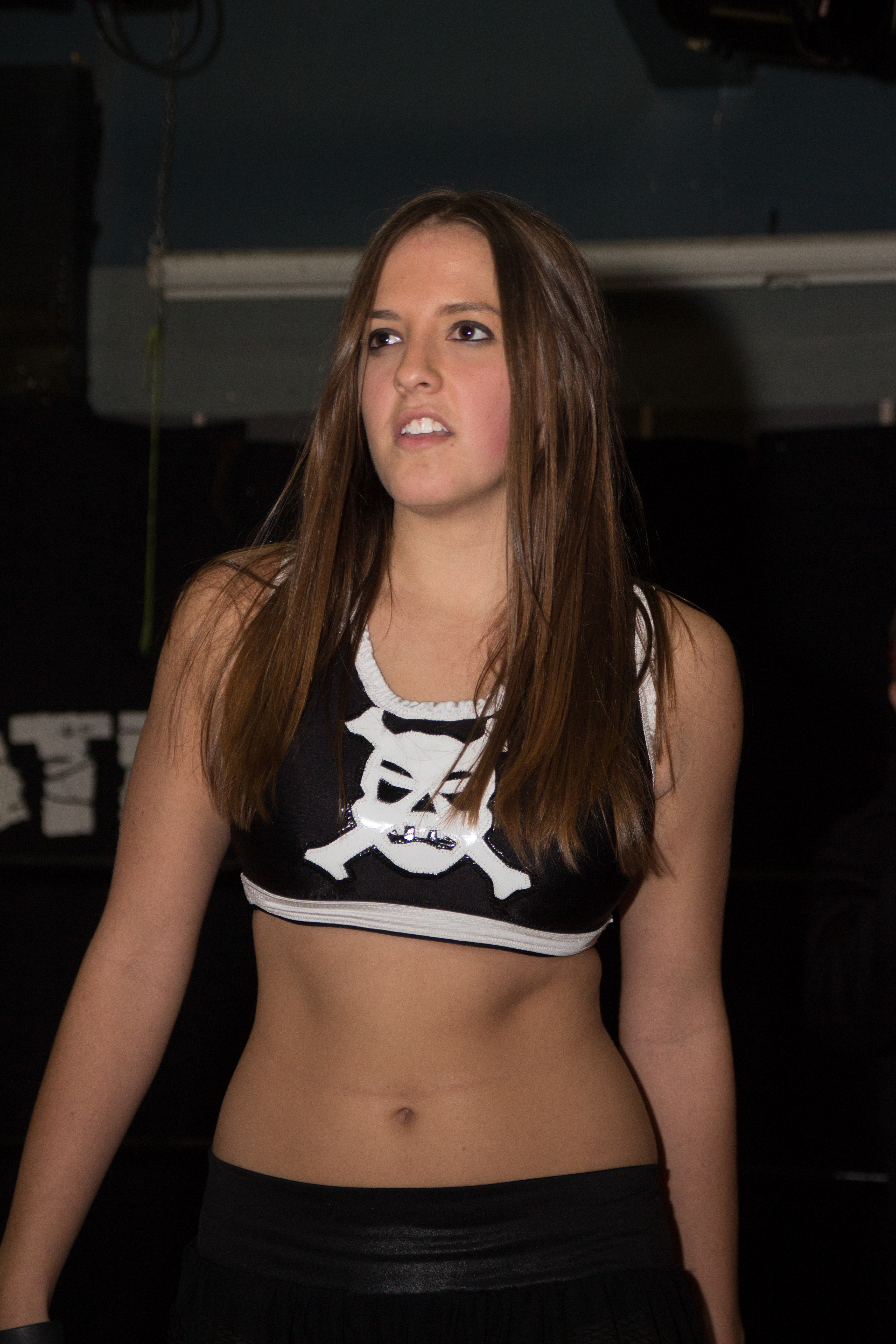
Dobson em novembro de 2013.

Bridges iniciou sua carreira no wrestling em 2011, sob o nome de ringue Crazy Mary Dobson, com sua primeira luta sendo contra Mickie Knuckles pela promoção IWA East Coast. Ela também venceu Viper em uma luta de quintetos em sua estreia na American Pro Wrestling Alliance. Dobson então lutou por várias organizações independentes de wrestling nos Estados Unidos e na Europa, incluindo Insane Championship Wrestling, Shimmer Women Athletes, Ring of Honor e Juggalo Championship Wrestling (JCW). Em 21 de fevereiro de 2015, no evento Take Me Home da JCW, Dobson fez equipe com Mad Man Pondo para derrotar The Hooligans (Devin Cutter e Mason Cutter) e conquistar o Campeonato de Dupla da JCW.

### WWE

#### Primeiras aparições (2014–2017)
Bridges fez uma aparição durante um segmento no episódio do Raw em 1º de setembro de 2014, como a maquiadora de The Miz. Em 17 de novembro, ela fez sua estreia no NXT durante a WrestleMania 33 Ticket Party, derrotando Macey Estrella. No episódio do NXT em 11 de janeiro de 2017, Bridges fez sua primeira aparição televisiva sob seu nome real, formando equipe com Macey Evans em uma luta de duplas, mas foram derrotadas por The Iconic Duo (Billie Kay e Peyton Royce). Bridges retornou no episódio de 7 de junho do NXT, agora sob o nome de ringue Sarah Logan, onde foi derrotada por Royce em uma luta individual.
Após ficar ausente das competições no ringue do NXT, Logan retornou no episódio de 23 de agosto do NXT, onde foi novamente derrotada por Royce. No episódio de 25 de outubro do NXT, Logan participou de uma battle royal para conquistar uma vaga no combate fatal four-way pelo Campeonato Feminino do NXT vago no NXT TakeOver: WarGames, mas não teve sucesso. Esse foi o seu último aparecimento em transmissão ao vivo no NXT.
Em 16 de junho de 2017, Logan foi anunciada como uma das primeiras quatro participantes a competir no Mae Young Classic. Em 28 de agosto, Logan foi eliminada na primeira rodada por Mia Yim. Em 11 de setembro, apesar de ter sido eliminada do torneio, Logan fez equipe com outras competidoras eliminadas em uma luta de trios, ao lado de Santana Garrett e Marti Belle, mas foram derrotadas por Tessa Blanchard, Kay Lee Ray e Jazzy Gabert.

#### The Riott Squad (2017–2019)

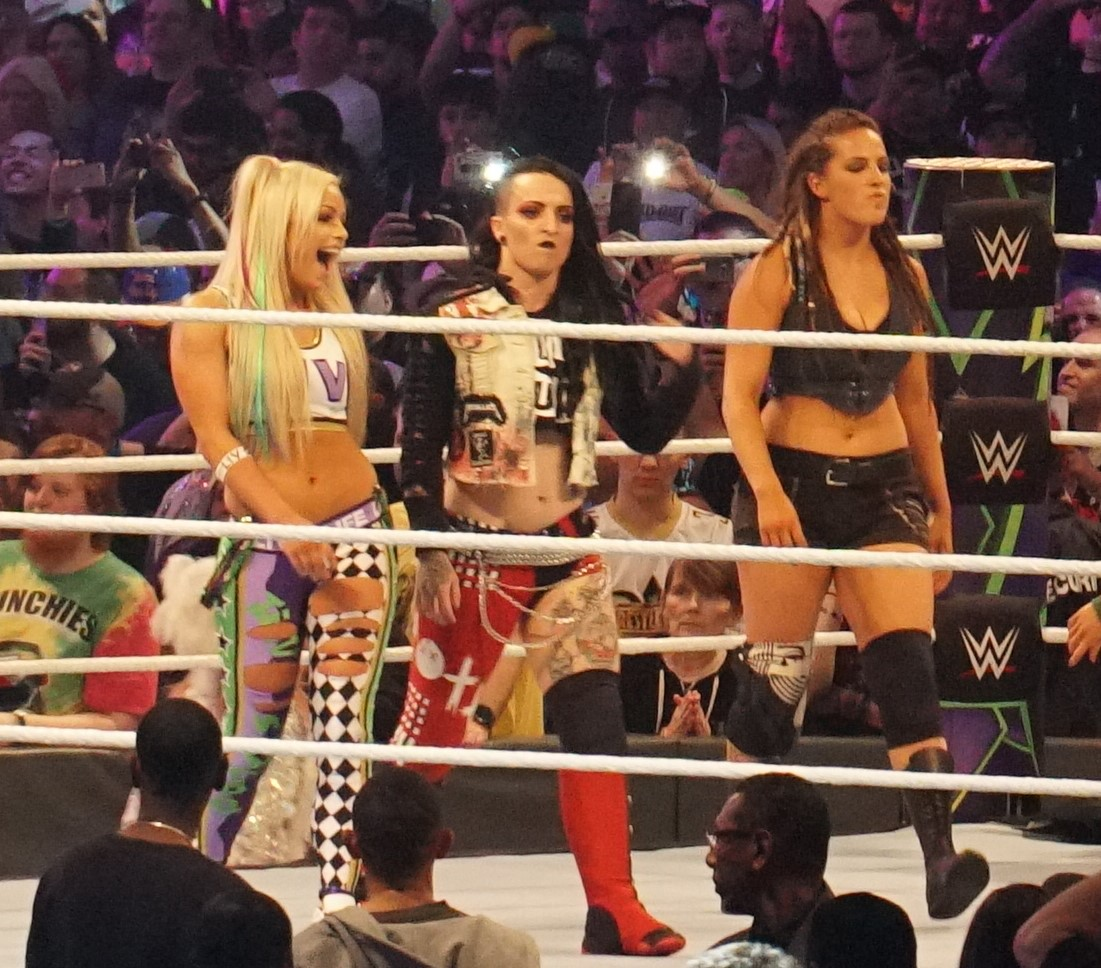
Logan (direita), junto com as colegas de The Riott Squad, Ruby Riott e Liv Morgan, na WrestleMania 34.

No episódio de 21 de novembro de 2017 do SmackDown, Logan fez sua estreia, juntamente com Ruby Riott e Liv Morgan, atacando Becky Lynch e Naomi, estabelecendo-se como vilãs no processo. Na mesma noite, elas interromperam uma luta entre a campeã feminina do SmackDown Charlotte Flair e Natalya, atacando ambas. Na semana seguinte, no SmackDown, o trio, agora chamado de The Riott Squad, fez suas estreias no ringue pela marca, derrotando Flair, Natalya e Naomi em uma luta de trios.
Nos meses seguintes, The Riott Squad continuou a competir contra Flair e Naomi. No episódio de 19 de dezembro do SmackDown, Logan e Riott foram derrotadas por Flair e Naomi. No episódio de 16 de janeiro do SmackDown, The Riott Squad venceu Flair, Naomi e Becky Lynch. Logan então participou da primeira luta Royal Rumble feminina no evento Royal Rumble, entrando como a terceira participante, mas foi eliminada por Molly Holly.
Durante o Superstar Shake-Up de 2018, The Riott Squad foi transferido para o Raw e causou o término da luta entre Bayley e Sasha Banks em um no contest. No episódio de 16 de julho do Raw, Sarah conquistou sua primeira vitória individual na WWE ao derrotar Ember Moon. Logan também estreou uma nova personagem inspirada nos vikings, usando pintura de guerra e com os comentaristas fazendo várias referências à "descoberta de sua herança viking". Em 17 de fevereiro de 2019, Logan e Morgan competiram em uma luta Elimination Chamber com seis equipes pelo inaugural Campeonato de Duplas Femininas da WWE no evento de mesmo nome, onde foram a terceira equipe eliminada por Nia Jax e Tamina, mas as vencedoras do combate foram Bayley e Sasha Banks. Logan também competiu na WrestleMania 35 em uma battle royal feminina para decidir a vencedora de um troféu, mas, após acreditar que havia vencido, Carmella a eliminou no último momento.

## Outras mídias
Logan fez sua estreia como personagem jogável no videogame da WWE, WWE 2K19. Ela também aparece no WWE 2K20. Logan está incluída no WWE 2K23 como Valhalla, no pacote de DLC Revel with Wyatt. Além disso, ela também está presente no WWE 2K24.

## Vida pessoal
Em 29 de março de 2011, Bridges se envolveu em um acidente de carro após um trem da CSX colidir com seu carro branco Chevy coupe na Rota 62, em Charlestown, Indiana. Ela foi transportada de helicóptero para um hospital em Louisville.
Durante seu tempo na WWE, Bridges começou a namorar o lutador Raymond Rowe (que atua sob o nome de "Erik" como parte da dupla The War Raiders). O casal se casou em 21 de dezembro de 2018, em um casamento com tema viking. Em 9 de fevereiro de 2021, Bridges e Rowe deram as boas-vindas a um filho chamado Raymond Cash Rowe. Em 26 de abril de 2024, Bridges anunciou sua segunda gravidez. Em 28 de novembro de 2024, Bridges e Rowe receberam seu segundo filho.

## Títulos e prêmios
- American Pro Wrestling Alliance
  - APWA World Ladies Championship (1 vez)[33]
- Juggalo Championship Wrestling
  - JCW Tag Team Championship (1 vez) – com Mad Man Pondo[34]
- Pro Wrestling Illustrated
  - PWI a colocou na #33ª posição das 50 melhores lutadoras individuais no PWI Female 100 em 2018[35]
- Resistance Pro Wrestling
  - RPW Women's Championship (1 vez)[36]
  - Samuel J. Thompson Memorial Women's Tournament (2015)[37]
- Windy City Pro Wrestling
  - WCPW Middleweight Championship (1 vez)